# Опера-дель-Дуомо (Флоренция)
Музей произведений искусства Собора, «Музей Опера-ди-Санта-Мария-дель-Фьоре» (итал. Museo dell'Opera di Santa Maria del Fiore) — музей во Флоренции, открытый 3 мая 1891 года. В музее выставлены шедевры собора Санта-Мария-дель-Фьоре, в котором сейчас находятся их копии. Расположен позади апсиды этого собора в здании, которое использовалось Донателло и Брунеллески как мастерская при строительстве собора. Первый камень в здание будущего музея был заложен 8 сентября 1296 года, само здание, по решению Флорентийской республики предназначалось для администрации строительства собора Санта-Мария-дель-Фьоре. Сегодня здесь также располагаются реставрационные мастерские.
Первоначальная экспозиция музея включала произведения искусства из кафедрального собора: скульптуру «Мадонна с Младенцем на троне» («Мадонна со Стеклянными Глазами»), статую папы Бонифация VIII, выполненные на рубеже XIII—XIV веков Арнольфо ди Камбио и его работы для первого фасада собора, изменённого в 1587 великим герцогом Франческо. Две кантории (балконы для певчих) созданные Лукой делла Роббиа и Донателло (до 1688 года они находились над дверями в две сакристии собора). Серебряный алтарь для баптистерия со сценами жизни Иоанна Крестителя был сделан Поллайоло, Микелоццо, Кеннини и Верроккьо. В дальнейшем к экспозиции были добавлены и другие оригинальные скульптурные композиции: прежде всего скульптурные украшения колокольни Джотто работы Андреа Пизано, Лукка делла Роббиа и других скульпторов, а также шестнадцать статуй с третьего уровня колокольни работы Андреа Пизано, Нанни ди Банко, Нанни ди Бартоло и Донателло.
В музее также выставлены: деревянная скульптура Донателло «Мария Магдалина», незаконченная скульптура Микеланджело «Пьета», которую он предполагал для собственного надгробия, скульптурные панели от «Врат Рая» работы Лоренцо Гиберти, «Крещение Христа» работы Андреа Сансовино, мраморные барельефы для хорa собора работы Баччьо Бандинелли. Кроме того в музее представлена большая коллекция деревянных макетов купола и фасадов собора, реликвии и церковная утварь.